# Guillaume IV de Montferrat
Pour les articles homonymes, voir Guillaume de Montferrat.
Guillaume IV de Montferrat de la famille des Alérame (Aleramici)  (v. 1030 - 1100) fut marquis de Montferrat au cours des deux dernières décennies du XIe siècle, succédant à son père Otton II de Montferrat à la mort de celui-ci en 1084.

## Biographie
La date de naissance de Guillaume IV est inconnue mais elle se situe entre 1030 et 1035. Il est le fils de Otton II.
Il est cité la première fois dans un document de 1059 rédigé à Savone, dans lequel il limite son pouvoir sur la cité, probablement à la demande de la population.
Dans un autre document, en 1093, dans lequel Henri IV du Saint-Empire donne le monastère de Breme à l'église de Pavie, il est cité parmi les présents.
L'acte le plus important est daté du 15 septembre 1096, Guillaume IV concède à l'église de Santo Stefano d'Allein les droits dont il bénéficie : Uvilielmus marchio filius quondam Uvilielmi et Ota iugalis eius filia quondam Tebaldi et Uvilielmus filius presicti Uvilielmi et Ote, et Oto filius item Otonis, seu Petrus filius Roberti, atque coniunx eius Ermengarda filia predicti Tebaldi et Tezo filius iamdicti Petri et Ermengarde.
Guillaume se marie avec Otta d'Agliè qui lui donne son successeur Rénier. De son précédent mariage, il a deux enfants dont on ne connaît presque rien.